# Opowieści z Tinga Tinga
Opowieści z Tinga Tinga (ang. The Tinga Tinga Tales, 2009) – brytyjski serial animowany, który swoją premierę w Polsce miał 7 listopada 2010 roku na kanale MiniMini.

## Opis serialu

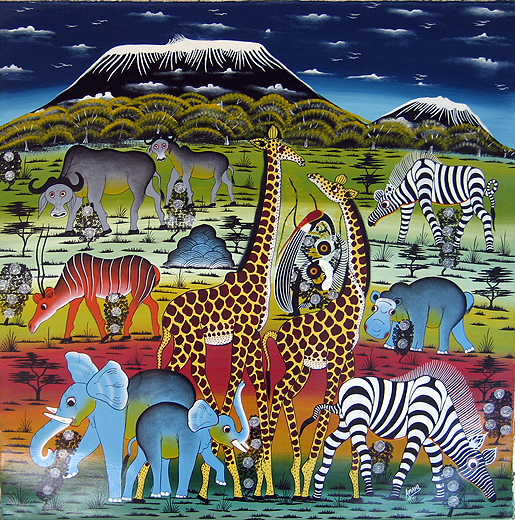
Tanzanijskie malarstwo w stylu tingatinga (autor: Amani)

Serial opiera się na afrykańskich opowieściach ludowych o zwierzętach, przedstawiając tradycyjne opowieści o tym, jak powstały ich charakterystyczne cechy (np. jak żyrafa uzyskała długą szyję, dlaczego zebra ma paski, a słoń trąbę). Bohaterami są zwierzęta prezentowane w tradycyjnym stylu malarskim Tanzanii: tingatinga. W swoich wypowiedziach zwierzęta wtrącają wyrażenia z języka suahili.
Serial miał duży oddźwięk w krajach afrykańskich (szczególnie w Kenii i Tanzanii. Kenijskie przedsiębiorstwo Safaricom emitowało serial w swoich obwoźnych kinach, w celu promocji edukacji wśród dzieci zamieszkujących trudno dostępne obszary kraju. Szeroko dystrybuowano również oparte na serialu książki dla dzieci (40.000) i zestawy edukacyjne dla nauczycieli (350)

## Obsada
- Eugine Muchiri - Małpa #1
- Lenny Henry -
  - Słoń
  - Bawół
- Patrice Naiambana - 
  - Lew
- Shaun Parkes - Żółw
- Johnnie Fiori - 
  - Hipopotam
- Tameka Empson -
  - Bąkojad
- Ben Spybey - Małpa #2
- Faraaz Meghani - Małpa #3
- Prince Abura-
  - Nietoperz
- Wakanyote N - 
  - Żaba
- Kennie Andrews - Guziec
- Catherine Wambua - Jeżozwierz
- Edward Kwach -
  - Krokodyl
- Patrick Kayeki -
  - Kameleon
- Felix Dexter -
  - Zając
  - Sęp
- Miriam Margolyes -
  - Żyrafa
  - Wiewiórka
- Junior Simpson -
  - Jaszczurka
- Ninia Benjamin -
  - Orzeł
  - Komar
- Bhumi Patel - Galago
- Angelina Koinange - Gepardzica
- Johnny Daukes - 
  - Wąż
  - Mrównik
- Terence Reis -
  - Szakal
  - Krab
  - Nosorożec
  - Antylopa Gnu
- Akiya Henry -
  - Gąsienica
  - Pchła
  - Dzięcioł
- Eddie Kadi -
  - Zebra
  - Papuga
- Flaminia Cinque - Flaming
- Janet Suzman - Struś
- Paul Shearer -
  - Wielbłąd
- Achieng Abura -
  - Wrona
- Corine Onyango - Ważka
- Dona Croll - Lampart
- Stephen K Amos -
  - Hiena
  - Krocionóg
- Maureen Lipman - Koliber
- Anton Rice - Pawian
- Claudia Lloyd
  - Pszczoła
  - Impala
- Cyril Nri -
  - Paw
- Meera Syal - Sowa
- Jocelyn Jee Esien -
  - Pająk
- Ruth Madoc -
  - Wieloryb
- Rosemary Leach - Perliczka
- Sophie Thompson -
  - Kret
- Morwenna Banks
  - Surykatka
- Lindiwe Brown Mkhize -
  - Kura
- Derek Griffiths - Skunks
- Penelope Keith -
  - Pszczoła
- Peter King - Mrówka
- Tracy Rabar - Gepardziątko #1
- Mikayla Odera - Gepardziątko #2
- Cullie Ruto - Gepardziątko #3

## Spis odcinków
| Premiera odcinka | N/o | Polski tytuł                                    | Angielski tytuł                        |
| ---------------- | --- | ----------------------------------------------- | -------------------------------------- |
|                  |     |                                                 |                                        |
| SERIA PIERWSZA   |     |                                                 |                                        |
|                  |     |                                                 |                                        |
| 07.11.2010       | 01  | Dlaczego słoń ma trąbę?                         | Why Elephant has a Trunk               |
|                  |     |                                                 |                                        |
| 08.11.2010       | 02  | Dlaczego wąż nie ma nóg?                        | Why Snake has no Legs                  |
|                  |     |                                                 |                                        |
| 09.11.2010       | 03  | Dlaczego hipopotam jest łysy?                   | Why Hippo has no Hair                  |
|                  |     |                                                 |                                        |
| 10.11.2010       | 04  | Dlaczego żółw ma popękaną skorupę?              | Why Tortoise has a Broken Shell        |
|                  |     |                                                 |                                        |
| 11.11.2010       | 05  | Dlaczego kura grzebie w ziemi?                  | Why Hen Pecks the Ground               |
|                  |     |                                                 |                                        |
| 12.11.2010       | 06  | Dlaczego nietoperz wisi do góry nogami?         | Why Bat Hangs Upside down              |
|                  |     |                                                 |                                        |
| 14.11.2010       | 07  | Dlaczego guziec jest taki brzydki?              | Why Warthog is So Ugly                 |
|                  |     |                                                 |                                        |
| 15.11.2010       | 08  | Dlaczego sowa kręci głową naokoło?              | Why Owl's Head turns all the way Round |
|                  |     |                                                 |                                        |
| 16.11.2010       | 09  | Dlaczego małpy huśtają się na gałęziach?        | Why Monkeys Swing in the Trees         |
|                  |     |                                                 |                                        |
| 17.11.2010       | 10  | Dlaczego bąkojad siada na grzbiecie hipopotama? | Why Tickbird Sits on Hippo's Back      |
|                  |     |                                                 |                                        |
| 18.11.2010       | 11  | Dlaczego żaba rechocze?                         | Why Frog Croaks                        |
|                  |     |                                                 |                                        |
| 19.11.2010       | 12  | Dlaczego pajęczyca ma wąską talię?              | Why Spider has a Tiny Waist            |
|                  |     |                                                 |                                        |
| 20.11.2010       | 13  | Dlaczego sęp jest łysy?                         | Why Vultue is Bald                     |
|                  |     |                                                 |                                        |
| 21.11.2010       | 14  | Dlaczego żyrafa ma długą szyję?                 | Why Giraffe has a Long Neck?           |
|                  |     |                                                 |                                        |
| 22.11.2010       | 15  | Dlaczego jeżozwierz ma kolce?                   | Why Porcupine ha Quills                |
|                  |     |                                                 |                                        |
| 23.11.2010       | 16  | Dlaczego jaszczurka chowa się pod kamieniem?    | Why Lizard Hides Under Rocks           |
|                  |     |                                                 |                                        |
| 24.11.2010       | 17  | Dlaczego krokodyl ma nierówny grzbiet?          | Why Crocodile has a Bumby Back         |
|                  |     |                                                 |                                        |
| 25.11.2010       | 18  | Dlaczego szakal wyje do Księżyca?               | Why Jackal Howls at the Moon           |
|                  |     |                                                 |                                        |
| 26.11.2010       | 19  | Dlaczego zając skacze?                          | Why Hare Hoops                         |
|                  |     |                                                 |                                        |
| 28.11.2010       | 20  | Dlaczego komar brzęczy?                         | Why Mosquita Buzzes                    |
|                  |     |                                                 |                                        |
| 29.11.2010       | 21  | Dlaczego nosorożec szarżuje?                    | Why Rhino Charges                      |
|                  |     |                                                 |                                        |
| 30.11.2010       | 22  | Dlaczego gąsienica nigdy się nie śpieszy?       | Why Caterpillar is Never in a Hurry    |
|                  |     |                                                 |                                        |
| 01.12.2010       | 23  | Dlaczego lew ryczy?                             | Why Lion Roars                         |
|                  |     |                                                 |                                        |
| 02.12.2010       | 24  | Dlaczego zebra ma paski?                        | Why Zebra has Stripes                  |
|                  |     |                                                 |                                        |
| 03.12.2010       | 25  | Dlaczego flaming stoi na jednej nodze?          | Why Flamingo Stands On One Leg         |
|                  |     |                                                 |                                        |
| 07.12.2010       | 26  | Dlaczego dzięcioł stuka?                        | Why Woodpecker Pecks                   |
|                  |     |                                                 |                                        |